# الگا فریچ
اُلگا فریچ (لهستانی: Olga Frycz؛ زادهٔ ۱۰ ژوئن ۱۹۸۶) بازیگر اهل لهستان است.
از فیلم‌هایی که وی در آن‌ها نقش داشته است، می‌توان به تمام آنچه بدان عشق می‌ورزم، بازیافت و حدود پروردگار اشاره نمود.